# Le Gant de la résurrection
Le Gant de la résurrection (Dead Man Walking) est le septième épisode de la deuxième saison de la série télévisée britannique Torchwood.

## Résumé
Afin de réanimer Owen mort à la suite d'un coup de feu, Jack va chercher le second gant de la résurrection, mais les effets secondaires ne tardent pas à apparaître lorsque Owen se retrouve dans un état second.

## Continuité
- L'épisode est la suite directe de Reset.
- L'épisode s'appuie sur la supposition faite à la fin de Ils tuent encore Suzie selon laquelle il pourrait y avoir un second gant de la résurrection. Chose qui à la base n'était qu'une blague des scénaristes. D'ailleurs, il est fait mention de Suzie Costello, ex-membre de Torchwood que l'on trouve dans Tout change et Ils tuent encore Suzie.
- En "V.O." le titre est Dead man Walking qui était le titre de l'épisode de Torchwood Declassified consacré à Chaussures en vrac.
- L'épisode entre en contradiction avec trois épisodes : Combat où Jack avoue qu'ils ne savent pas où se trouve le nid des Weevils, alors que visiblement ici, si (toutefois, Jack cherchant seulement le 2e gant, ce n'est peut-être que par pure coïncidence que celui-ci trouve le nid des Weevils). Premier jour où Jack explique qu'il peut réanimer les gens morts récemment (il le fera notamment pour Ianto dans Femme cybernétique) alors qu'ici il est obligé d'utiliser un gant de résurrection. Ils tuent encore Suzie où Jack avoue que le gant de résurrection ne marche pas avec lui (bien qu'il explique que ce fut un autre gant dans d'autres circonstances).
- On revoit un des objets utilisé par Tosh dans Tout change.
- La page de l'épisode sur le site officiel de Torchwood de la BBC, apporte plus de précision sur la petite fille vue en début d'épisode. Il s'agit d'une cartomancienne très douée que tout le monde appelle : « La Fille ».
- Autre supposition : la Mort a été ramenée parce qu'une petite fille avait été ressuscitée et c'est cette même petite fille qui est revenue de la mort comme l'a fait Owen à son tour. De ce fait, la petite fille n'est jamais morte. On peut ainsi supposer que « La Fille » est en réalité cette petite fille du Moyen Âge, ce qui expliquerait son air sage, supérieur et imposant, marque de sa longue durée de vie (si tant est qu'elle ait pu vivre jusqu'à nos jours), ainsi que le fait qu'elle met en garde Jack par rapport à l'utilisation du gant. L'épisode Fragments viendrait confirmer cette hypothèse puisqu'un siècle auparavant, « La Fille » a lu les cartes à Jack lui annonçant le retour du Docteur un siècle plus tard ; celle-ci avait la même apparence que dans l'épisode Le Gant de la résurrection ce qui montre qu'elle ne vieillit pas.

## Production
- Pour la première fois dans la série, on voit plusieurs Weevils dans un même plan.
- Le même procédé est utilisé pour montrer la fuite d'Owen à travers les rues que celle de Carys dans Premier jour.